# Lobulia brongersmai
Lobulia brongersmai is een hagedissensoort uit de familie van de skinken (Scincidae).

## Naam
De wetenschappelijke naam van de soort werd voor het eerst voorgesteld door Richard George Zweifel in 1972. Hij noemde de soort naar Leo Brongersma.

## Verspreiding en habitat
De soort komt voor in de bergen van Nieuw-Guinea (Papoea-Nieuw-Guinea en Indonesisch Nieuw-Guinea). In tegenstelling tot de andere Lobuliasoorten die op grotere hoogte leven, komt L. brongersmai op vrij lage hoogte voor, van 1000 tot ongeveer 1350 meter boven zeeniveau.

## Beschermingsstatus
Door de internationale natuurbeschermingsorganisatie IUCN is de beschermingsstatus 'veilig' toegewezen (Least Concern of LC).